# Smogus
Smogus was een Nederlandse nu-metalband uit Sassenheim, die bestond tussen 1995 en 2006.

## Biografie
In 1995 werd de band opgericht door Daniël de Jongh, Jaap van Duijvenbode, Jeroen Bax en Ruben Bandstra. Tijdens de opnames van hun debuutplaat, Everybody's fucked up twice, in 2000 kwamen zij in contact met Wiebe van den Ende en Arno Dreef, die op dat moment in de, lokaal succesvolle, band Ganesha zaten. Toen Ganesha stopte, besloten de twee zich bij Smogus te voegen.
De band ging bijna direct de studio in om een tweetal demo's op te nemen, die door WOTNXT Records werd uitgegeven als split-ep met de Leidse band Griffin. De demo sloeg goed aan en de band tekende een contract bij Mojo Concerts. Dit leverde ze optredens op in het voorprogramma van Ill Niño, Disturbed en Static X en optredens op grote festivals als Ozzfest en Lowlands.
In augustus 2002 verscheen het eerste echte resultaat van de band, de Smogus-ep, bij platenmaatschappij BMG. De ep kreeg goede kritieken en behaalde een goede verkoop, met name door verkoop na afloop van de concerten. Ondertussen speelde de band regelmatig in steeds grotere zalen. Ontevreden met de steun en promotie die de band kreeg vanuit BMG besloot de band het contract te ontbinden en de productie van het album in eigen hand te nemen. In 2003 ging de band de studio in, om het album op te nemen met gitarist Arno Dreef als producer.
Op 15 mei 2004 werd het album No Matter What the Outcome gepresenteerd in de Melkweg, Amsterdam. Het album werd uitgegeven door het kleine The Electric Co. dat gelieerd is aan Universal Records. Hoewel de single en videoclip van het nummer Don't care nog regelmatig te zien zijn op The Box, bleek het album, mede doordat de nu-metalrage grotendeels was overgewaaid, echter niet het succes te brengen waarop gehoopt gehoopt was. Hierop besloot ook Mojo het contract met de band op te zeggen.
De band besloot het over een andere boeg te gooien en een akoestische tour te doen. Van deze optredens verscheen in 2005 een dvd onder de titel Live & Unplugged. Het bleek het laatste wapenfeit van de band, die zich in 2006 besloot op te heffen. Op 7 juli 2006 speelde de band haar laatste optreden op het podium van OJC Fascinus in thuisdorp Sassenheim.

## Na Smogus
Zanger Daniël de Jongh zong na het uiteengaan van Smogus in Cilice en Fivelastwords. Sinds 2010 is hij zanger van de Nederlandse metalband Textures.
Zanger Wiebe van den Ende, gitarist Arno Dreef en bassist Jeroen Bax begonnen samen de poprockband 2daysonmilk. Los hiervan is Bax ook actief in de metalband Apocrypha. Arno Dreef runt tevens een opnamestudio in Rijnsaterwoude, waar hij, onder andere, werkte aan opnamen van GEM en de debuutplaat van Krystl.
Drummer Ruben Bandstra is tegenwoordig te horen als drummer in de band Soulbeach.

## Bandleden
- Daniël de Jongh (Dani) - zang
- Wiebe van den Ende (YB) - raps
- Jaap van Duijvenbode (Jaypee) - gitaar
- Arno Dreef (Arnd-h) - gitaar
- Jeroen Bax (Baxy) - basgitaar
- Ruben Bandstra (Seh) - drums en samples

## Albums
- Everybody's Fucked Up Twice (2000)
- SmoguS/Griffin EP (2000)
- Smogus (ep) (2002)
- No Matter What the Outcome (2004)
- Don't Care (Single) (2005)

## Dvd's
- No Matter What the Outcome Limited Edition dvd (2004)
- Live & Unplugged (2005)